# Gay Games 2018

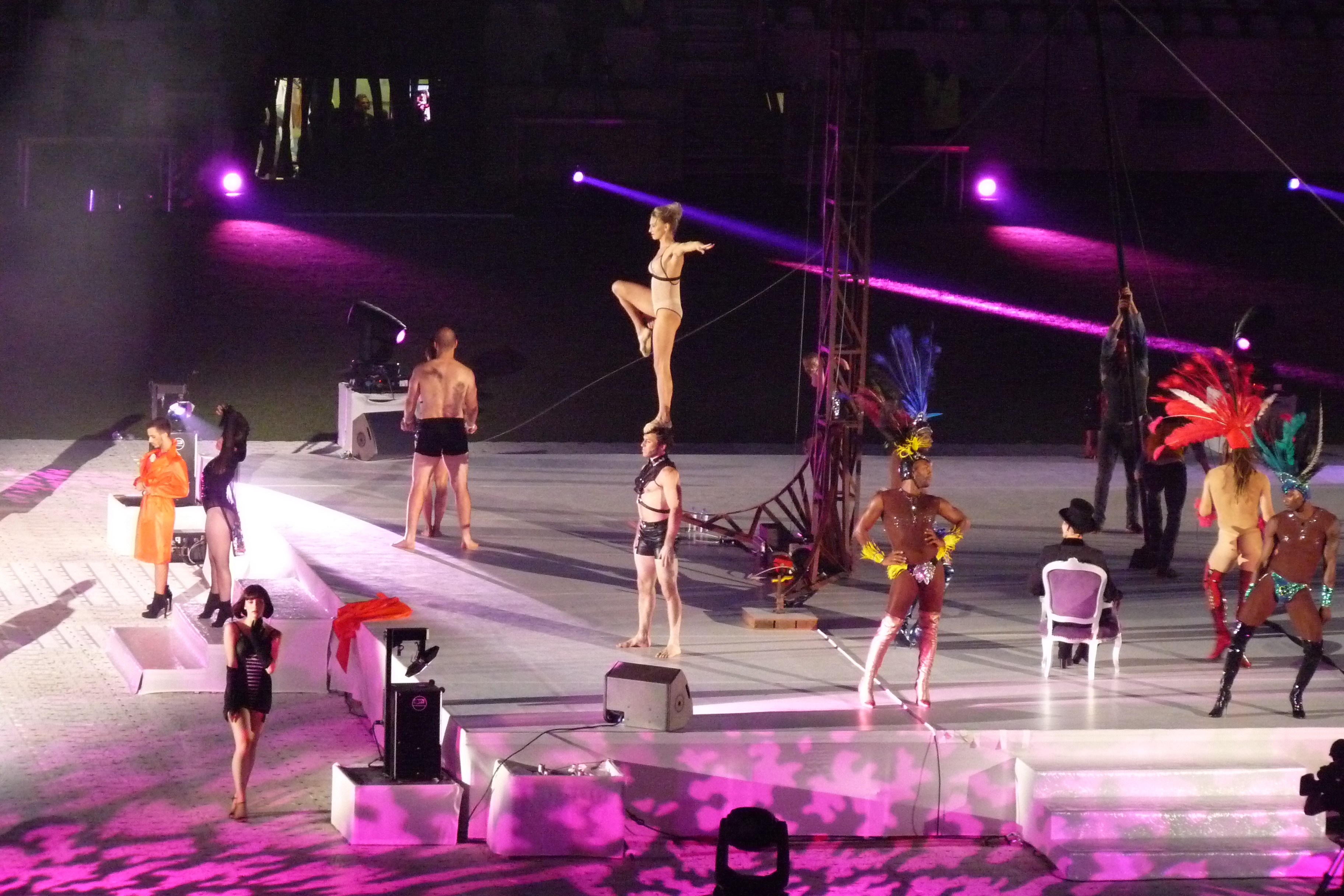
Openingsceremonie van de Gay Games 2018

De Gay Games van 2018 waren de tiende editie van dit de Gay Games en vonden plaats in Parijs van 4 tot 12 augustus 2018 onder het motto All Equal. Er werden 36 sporten gespeeld met sporters uit 91 verschillende landen. Onder die sporten viel ook het bijzondere onderdeel Pink Flamingo, waarbij elk land een show gaf van een combinatie van synchroonzwemmen, dansen en toneel. In totaal waren er 10.317 deelnemers, meer dan 20.000 bezoekers en meer dan 750.000 kijkers.
SOS Homophobie, een Franse organisatie die zich bezighoudt met homofobie, was blij met het feit dat de spelen in Frankrijk werden georganiseerd. Volgens hen is het van belangrijk dat onder andere homoseksualiteit breeder wordt geaccepteerd in Frankrijk. Ongeveer een vijfde van LHBTI-mensen heeft te maken gehad met discriminatie vanuit een sportvereniging in Frankrijk.